# Oer-Marcus
De Oer-Marcus (Duits: Ur-Markus) ook wel het Proto-Evangelie van Marcus genoemd is een hypothetisch geschrift dat volgens - vooral Duitse geleerden - een oudere of eerste versie van het Evangelie volgens Marcus zou zijn geweest en een van de bronnen (naast bron Q) zijn geweest voor de schrijvers van de Evangeliën volgens Matteüs en Lucas. De theorie die het bestaan van de Oer-Marcus veronderstelt zijn de verzen die men in het huidige Marcus-evangelie aantreft maar niet in Matteüs en Lucas. Ook zou de Oer-Marcus de doubletten die men in de huidige Marcus aantreft verklaren. Later zou de Oer-Marcus zijn omgewerkt tot het huidige Evangelie volgens Marcus. De theorie van de Oer-Marcus vindt tegenwoordig veel minder doorgang.
De ontwikkeling van theorie omtrent de Oer-Marcus is grotendeels het werk van de Duitse Nieuwtestamenticus Heinrich Julius Holzmann (1832-1910). Volgens Holzmann is de Oer-Marcus het evangelie waar Papias van Hiërapolis (tweede eeuw) naar verwees dat "Marcus ... optrad als tolk van Petrus ... de zaken [d.i. de leringen van Jezus ] die hij [d.i. Petrus] hem vertelde opschreef ...zonder evenwel de intentie te hebben de leringen van de Heer in een [chronologische] volgorde door te geven." Deze ongeorganiseerde Oer-Marcus werd na de dood van Petrus door Marcus geordend tot het huidige evangelie zoals wij dat nu kennen.
De theorie van de Deutero-Marcus ("Tweede Marcus") - een verkorte versie van de canonieke Marcus - lijkt op die van de Oer-Marcus maar veronderstelt het bestaan van een tweede Evangelie volgens Marcus naast het ons bekende Evangelie volgens Marcus die de bron vormde voor de Evangeliën volgens Lucas en Matteüs.